# Aygepat
Aygepat es una localidad del raión de Artashat, en la provincia de Ararat, Armenia, con una población censada en octubre de 2011 de 1287 habitantes. 
Se encuentra ubicada al norte de la provincia, cerca del río Aras —el principal afluente del río Kurá— y a poca distancia al sur de Ereván y al este de la frontera con Turquía.